# Peter Rasmussen (Badminton)
Peter Rasmussen (* 2. August 1974 in Kopenhagen) ist ein dänischer Badmintonspieler. Er war mehrfacher dänischer Meister, Europa- und Weltmeister. Rasmussen ist einer der erfolgreichsten dänischen Badmintonspieler.

## Erfolge
Weltmeisterschaften
- 1995 Team Bronze
- 1997 Einzel-Weltmeister
- 1997 Team Bronze
- 1999 Einzel-Viertelfinalist

Europameisterschaften
- 1996 Einzel-Vizeeuropameister
- 1996 Team Gold
- 1998 Team Gold
- 2002 Einzel-Europameister
- 2002 Team Gold